# Саже, Ниссаж
Жан-Николя Ниссаж Саже (фр. Jean-Nicolas Nissage Saget; 20 сентября 1810, Сен-Марк, Гаити, — 7 апреля 1880, Порт-о-Пренс, Гаити) — временный глава государства 1867 года, 12-й президент Гаити в 1869—1874 годах. Пришедший после свержения Сильвена Сальнава в декабре 1869 года, он стал первым президентом Гаити, который находился на посту в течение определённого конституцией срока и оставил его демократическим путём. Также его уход в отставку возобновил политические конфликты между чернокожим населением и мулатской элитой. В его президентство были основаны первые политические партии Гаити: Либеральная и Национальная (сторонником которой он и являлся).

## Начало карьеры
Ниссаж Саже присоединился к армии и начал карьеру офицера, во время которой он стал командиром подразделений армии Леогане. Во время правления императора Гаити Фостена I Сулука (1847-1859) он был заключен в тюрьму на десять лет до свержения режима Империи.
Он был освобожден из тюрьмы преемником Сулука, президентом Фабром Жеффраром. Саже вернулся на свою прежнюю должность в качестве командира в Леогане, а затем он стал сенатором. В народе Саже получил прозвище «Дедушка нации» (фр. Grand-père de la nation).

## Принятие новой конституции Гаити в 1867 году

#### Свержение Жеффрара

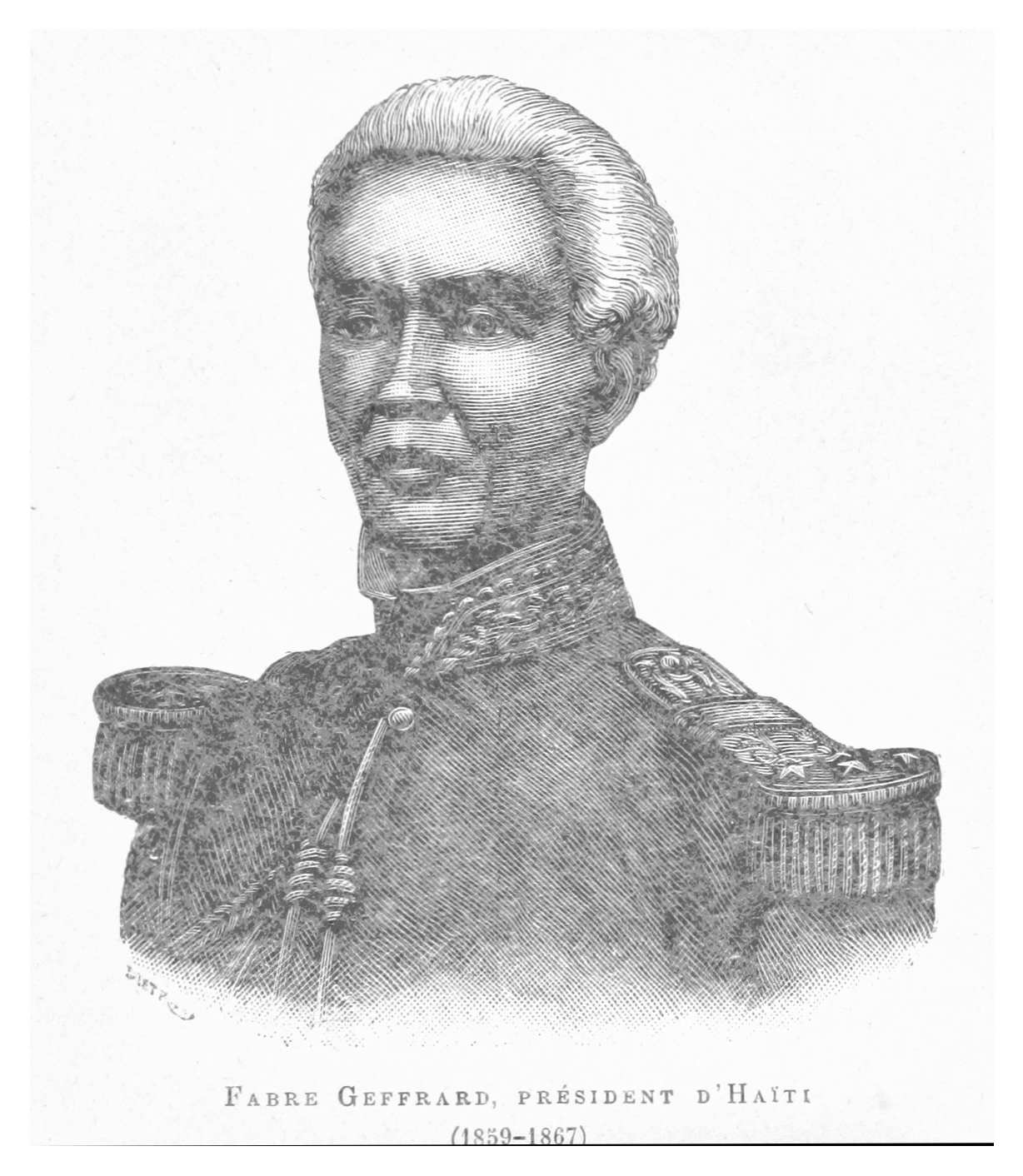
Фабр Жеффрар, президент Гаити (1859—1867).

Диктатору Жеффрару, находившимся у власти с 1859 года, приходилось иметь дело с многочисленными заговорами. 13 марта 1867 года он отказался от власти после военного переворота, за которым последовало народное восстание под предводительством генерала Сильвена Сальнава. Затем Саже и Сальнав сформировали временное правительство и создали учредительное собрание, чтобы установить республиканский режим без пожизненного президентства.

#### Временное президентство
22 марта 1867 года было сформировано временное правительство во главе с генералом Саже. После бунта 3 мая 1867 года Саже уступил место во главе временного правительства своему противнику Сильвену Сальнаву, принявшему титул «защитника нации».
14 июня 1867 года Учредительное собрание приняло новую Конституцию и избирает Сальнава президентом на четырехлетний срок.

## Гражданская война (1867—1869)

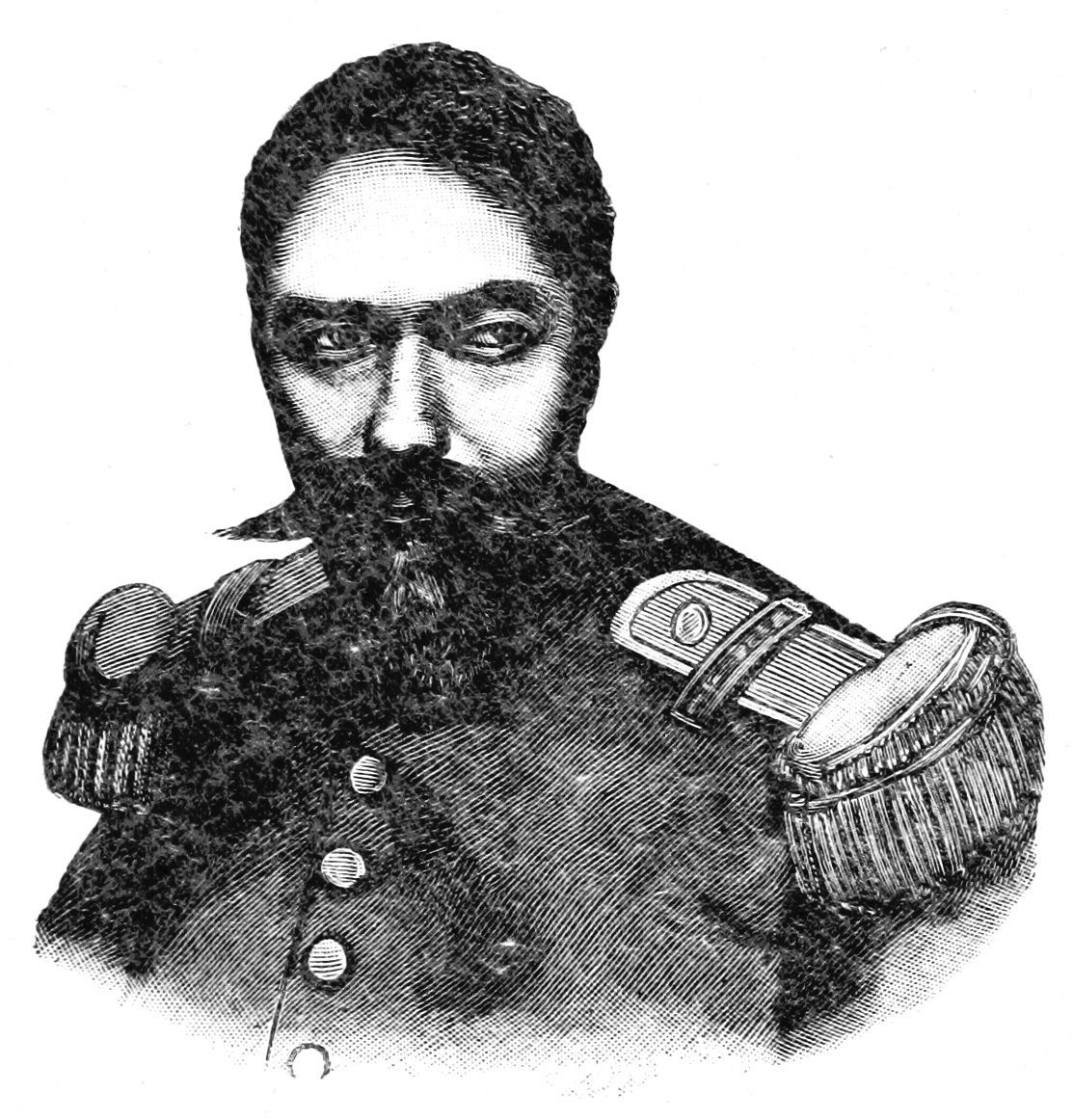
Сильвен Сальнав, президент Гаити (1867—1869).

#### Установление пожизненного президентства
С 14 октября 1868 года после беспорядков Палата депутатов была распущена, и конституция перестала функционировать на Гаити. 26 апреля 1868 года вспыхнуло восстание, приведшее к гражданской войне. 16 ноября 1869 года Законодательный совет, назначенный президентом Сальнавом, официально назначил его пожизненным президентом с полномочиями, предоставленными старой Конституцией 1846 года.
Саже укрылся на севере страны и призвал своих сторонников, а также противников Сальнава объединится и поддержать его, чтобы положить конец этой новой диктатуре.

#### Гражданская война и свержение Сальнава
Война против диктатуры, возглавляемая противниками Сальнава, в том числе Ниссажем Саже, продолжается. 19 декабря 1869 года Сальнаву удалось бежать с тысячным батальоном в направлении Петьонвиля. Но 19 декабря повстанцы осаждают Порт-о-Пренс и взрывают Национальный дворец. 27 декабря сформировано временное правительство во главе с Ниссажем Саже. Последний восстановил Конституцию 1867 года.
Сам Сальнав решил отправиться в Доминиканскую Республику, чтобы заручиться помощью президента Буэнавентуры Баэса. Но он был захвачен генералом Хосе Марией Кабралем 10 января 1870 года и доставлен в Порт-о-Пренс. Вернувшись в столицу, Сальнав предстал перед военным трибуналом за массовые убийства и государственную измену, а затем был приговорен к смертной казни.

## Президентство

#### Избрание

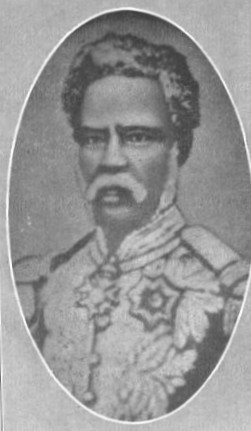
Ниссаж Саже, президент Гаити

19 марта 1870 года Национальное Собрание Гаити избрало генерала Ниссажа Саже на пост президента, со сроком 4 года, заканчивающимся 14 мая 1874 года. Во время своего вступления в должность Саже принёс присягу на Конституции 1867 года и произнёс речь перед Сенатом: «В отличие от Сальнава, я не буду называть себя защитником республики, пожизненным президентом, диктатором, императором».
Среди гаитянских политиков было мнение, что новый президент является сумасшедшим, из-за пыток в тюрьме, в которой он находился десять лет. Однако, Саже проявил уважение к республиканской конституции и законам. Например, когда его сторонники советовали пойти против двух палат Национального Собрания, где большинство занимала оппозиционная Либеральная партия, он заявлял: «Пусть каждый осёл ревёт на своем пастбище».

#### Денежная реформа
Временное правительство изъяло из обращения банкноты с изображением Сальнава. Этой меры было недостаточно, поскольку в обращении оставалось четыреста миллионов гурдов. Кроме того, это было неэффективно, потому что банкноты из таких городов, как Ле-Ке и Сен-Марк, грубо напечатанные на обычной бумаге тиражировались мошенниками.
Первый закон от 15 июня 1870 года запрещал любую новую эмиссию бумажных денег. Тогда две власти, исполнительная и законодательная раскололась: министры склонялись к частичному и постепенному отступлению, а Палата депутатов, непреклонная, требовала полного и немедленного вывода из оборота бумажных денег.
Наконец, министерство финансов от 2 января 1872 года приняло мнение Палаты депутатов. Правительство, уполномоченное законом от 15 июля 1870 года, взяло кредит в сто тысяч долларов, предназначенный для частичного снятия. Закон от 24 августа того же года завершил реформу: ссуда в два миллиона долларов разрешала полное и немедленное изъятие по курсу триста гурдов за один доллар. Доллары США, их подразделения и гаитянские медные монеты были единственной используемой валютой до денежной реформы Лизьюса Саломона.
Денежная реформа была по-разному оценена и даже подвергнута резкой критике. Например, у гаитян вначале существовало недоверие к этой иностранной валюте, а также из-за этой реформы пострадала торговля.

#### Восстания во время президентства
В 1872 году Жан-Жак Дессалин Синна Леконт, потомок императора Жан-Жака Дессалина (а также отец будущего президента Гаити Синсиннатюса Леконта), и около восьми политических ссыльных, выступавших против республиканской конституции, высадились в городе, близ Кап-Аитьена, Каренаж и начали восстание, захватив арсенал Кап-Аитьена (ночь 15 марта 1872 года). В призыве к оружию, который он немедленно распространил, Синна Леконт, как правнук Дессалина по матери, провозгласил себя императором под именем «Жак III». Но само восстание было успешно подавлено, а Синна Леконт был казнён по приговору военного трибунала.
В следующем году около тридцати вооруженных людей, сторонников бывшего министра Империи Гаити и герцога Сен-Луи-дю-Сюд Лизьюса Саломона, захватили отель округа Гонаив и пороховой склад форта Работо в ночь на 3 марта 1873 года. Но и это восстание было подавлено.

#### Дипломатические инциденты

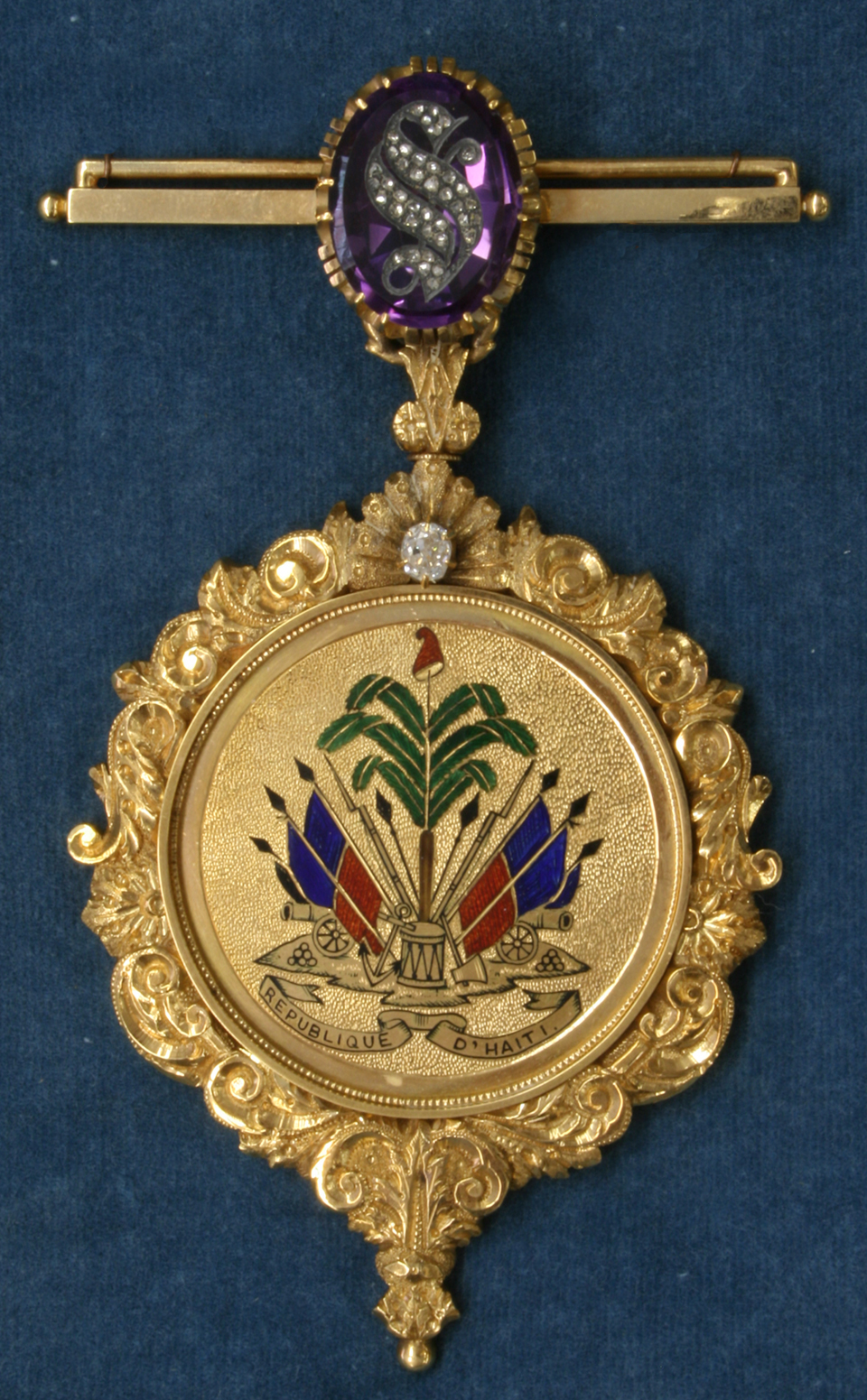
Почетная медаль Республики (в золоте), врученная сенатору Чарльзу Самнеру правительством Саже.

С 1870 года, во время Франко-прусской войны, Гаити публично демонстрировала свои симпатии к Франции. Два немецких купца, Дикман и Штапенхорт, потребовали от гаитянского правительства пятнадцать тысяч долларов за материальный ущерб, реальный или мнимый, понесенный ими во время диктатуры Жеффрара, а затем и Сальнава. Два немецких фрегата, «Vineta» и «Gazella», бросили якорь 11 июня 1872 года в гавани Порт-о-Пренса. Через два часа после их прибытия капитан Бач потребовал немедленной выплаты трех тысяч фунтов стерлингов, а затем, даже не дожидаясь ответа правительства, захватил два гаитянских военных корабля, мирно стоящих на якоре. Возмущенная, но убежденная в своем бессилии, Гаити заплатила требуемую сумму. Бач покинул гаитянские корабли и уплыл с немецкими фрегатами восвояси. На палубе каждого гаитянского корабля был обнаружен широко расправленный и испачканный двухцветный флаг.
В 1870 году президент США Улисс Грант и президент Доминиканской Республики Буэнавентура Баэс, подписали договор об аннексии восточной части. Многие недовольные доминиканцы восстали вместе с Х. М. Кабралем и Грегорио Лупероном. Президента Саже обвиняли в поддержке им, а американский госсекретарь Гамильтон Фиш даже заявил своему представителю в Порт-о-Пренсе, что ему трудно поверить утверждениям гаитянского правительства в своём неучастии в этих событиях. Благодаря аболиционисту Чарльзу Самнеру, сенатору от Массачусетса, Сенат США отказался санкционировать договор об аннексии, выступая таким образом в пользу Гаити. Благодарное правительство Гаити вручило Самнеру золотую медаль, а в Порт-о-Пренсе его портрет даже украсил зал заседаний Палаты депутатов после принятия закона от 27 июля 1871 года.

#### Внутренние политические конфликты
После денежной реформы торговое движение замедлилось, таможня собирала меньше налогов. Чтобы выполнить свои обязательства, министр финансов взял ссуды, которые по истечении срока не могли быть погашены. С другой стороны, Палата депутатов, злоупотребляла правами, дарованными ей Конституцией 1867 г. — члены Палаты заставляли министров уходить в отставку, что вызвало конфликт между парламентом и президентом.
На парламентских выборах 10 января 1873 года исполнительная власть взяла реванш, то есть попыталась победить лидера Либеральной партии Жан-Пьера Буайе-Базеле. Два последовательных голосования, отмененных из-за предполагаемых фальсификаций, решили в пользу Базеле, и в третьем, 23 января 1873 года, несмотря на оказанное давление, он все же получил 512 голосов из 1007 избирателей. Три члена аппарата первичного собрания, отказавшись подписать протокол этих насыщенных событиями выборов, а противники Базеле в Палате депутатов потребовали признания их недействительными. После долгих дебатов Базеле одержал победу, набрав 44 голоса против 21.
Национальная партия, в которой состоял сам Саже, в свою очередь, вооружилась Конституцией 1867 года, чтобы напасть на лидера либералов. В соответствии со статьей 84 он предусматривал, что ни одна из двух палат не может принять резолюцию, если не присутствуют две трети ее членов. Двадцать шесть депутатов во главе с Септимусом Рамо сняли с себя депутатские полномочия. Таким образом, в течение четырех месяцев очередных и внеочередных сессий они препятствовали всей законодательной работе.
Это соперничество и эти многочисленные дискуссии между Национальной партией и Либеральной партией не благоприятствовали административному порядку страны. Несколько министров были обвинены в коррупции, что вызвало рост непопулярности Саже.

#### Конец президентства

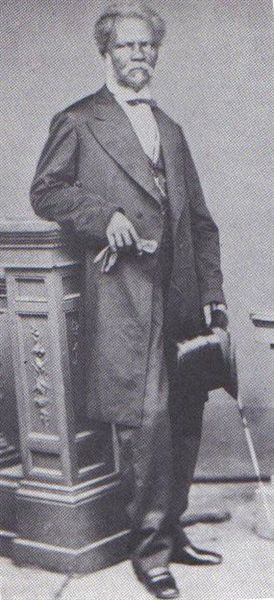
Фотография Ниссажа Саже.

Переход власти от Саже к его преемнику не прошел гладко. Палата депутатов и Сенат, собравшиеся в апреле 1874 года, должны были собраться в Национальном Собрании, чтобы избрать нового президента. На этот пост было два кандидата: Мишель Доменг (комендант Южного департамента, поддерживаемый Саже и Национальной партией) и Пьер Монплезир (кандидат от Либеральной партии). Многие сторонники Монплезира вышли из Палаты депутатов из-за спора о законности избрания Доменга, а это означало, что для президентских выборов не было кворума. Срок полномочий Саже должен был истечь 14 мая 1874 года, и Национальная партия пыталась убедить его остаться у власти до тех пор, пока не будет избран его преемник. Он категорически отказался и 14 мая 1874 года передал пост президента Совету государственных секретарей, предварительно назначив Мишеля Доменга главнокомандующим гаитянской армией.

## Смерть
Ниссаж Саже оставил власть и политическую жизнь 14 мая 1874 года. Правительство назначило ему пенсию в четыре тысячи пиастров в год и почётный караул из пятнадцати человек. Уехав на осле в свой родной город Сен-Марк, он спокойно жил там до своей смерти 7 апреля 1880 года.